# ジャージー・ポンド
ジャージー・ポンド（Jersey pound）は、イギリス王室属領であるジャージー島の通貨。イギリス・ポンドと等価であり、ジャージー島内ではイギリス・ポンドを使用することができるが、ジャージー島以外でジャージー・ポンドを使用することはできない。ジャージー島政府が発行する。

## 紙幣・硬貨
硬貨は1, 2, 5, 10, 20, 50ペンスと1, 2ポンドが、紙幣は1, 5, 10, 20, 50 ポンドが発行されている。